# Mar Regueras
Mar Regueras (castellà: María del Mar Regueras Serrano)  (Barcelona, 11 d'abril de 1970) és una actriu de cinema, teatre i televisió catalana.

## Trajectòria
Es va llicenciar a l'Institut del Teatre de Barcelona i va cursar estudis cinematogràfics amb Francisco Pi. També es va formar a l'Institut Superior de Dansa de Barcelona (clàssica, contemporània, jazz..) i va ser entrenadora Nacional de Gimnàstica Rítmica. I va aprendre domatge clàssic al Centre d'Ensinistrament Víctor Álvarez.
En els seus principis, Mar va participar en el mític concurs El Gran Juego de la Oca, com una de les "Oquettes" del programa. Si bé va participar en diversos programes de TVE, com Grand Prix, Música sí o El semàforo, també ho va fer en alguns programes de la televisió autonòmica catalana TV3.
Iniciada en el teatre, la seva primera incursió com a actriu en televisió va ser amb un paper recurrent en la sèrie El comisario, de Telecinco. En cinema va debutar amb Mi casa es tu casa.
Va aconseguir una candidatura en la XVII edició dels Premis Goya, com a Millor actriu secundària pel seu paper en la pel·lícula Rancor.
Va tenir una relació amb Toni Cantó de la qual va néixer la seva filla, Violeta, l'1 de novembre de 2006.

## Filmografia

### Cinema[2]
- 2007: Els Totenwackers
- 2006: GAL
- 2005: 
  - Ninette
  - Volando voy
- 2003: 
  - Sin hogar
  - La flaqueza del bolchevique
- 2002: Rencor
- 2001: Mi casa es tu casa

### Televisió[3]
- 2017: 
  - Servir y proteger. La 1. Com a Natalia Contreras
  - Cámbiame. Telecinco. Convidada
- 2015: Sin identidad. Antena 3. Com a Miriam Prats
- 2015: La dama velada. RAI i Telecinco. Com a Matilde Grandi
- 2012: Hospital Central. Telecinco. Com a Manuela Rubio
- 2011:
  - Tita Cervera. La baronessa. Telecinco.
  - Los misterios de Laura (Capítols. 18 i 19, personatge esporàdic). La 1.
  - Ángel o demonio (Capítol. 6, personatge esporàdic). Telecinco.
- 2008: Buscant l'home perfecte. Telefilm. Com a Virginia
- 2007-2009: Herederos. La 1. Com a Julia Orozco Argenta
- 2006: Àngels i Sants. TV3.
- 2005: Lobos. Antena 3. Com a Mara Llop
- 2004-2005: De moda. FORTA.
- 2003: Sin hogar. Telefilme.
- 1999-2002: El comisario. Telecinco. Com a Lola Écija
- 1999: A las once en casa. La 1.
- 1997-1998: Música sí. La 1. Presentadora
- 1996-1997: Grand Prix. La 1 Copresentadora
- 1993-1994: El Gran Juego de la Oca. Antena 3. Oquette Verd

### Teatre[4]
- 2010-2012: La guerra dels Rose
- 2000: Top Dogs
- 1999: Chicago
- 1993-1994: Golfus de Roma
- 1992: Cabaret